# トンブクトゥ圏
トンブクトゥ圏（トンブクトゥけん、フランス語：Cercle de Timbuktu）は、マリ共和国の地方行政区画でトンブクトゥ州を構成する圏のひとつ。マリ共和国の圏では最も大きい面積を治め、農村部と都市部のコミューンに分かれている。行政の中心地はトンブクトゥにおかれる。下級単位のコミューンは6つあり、2009年の統計で人口は124,546人を数える。

## コミューン
トンブクトゥ圏には以下のコミューンがある。
- アラフィア (マリ共和国)（fr:Alafia (Mali)）
- ベール (マリ共和国)（fr:Ber (Mali)）
- ブーレム＝イナリー（fr:Bourem-Inaly）
- ラフィア (マリ共和国)（fr:Lafia (Mali)）
- サラム (マリ共和国)（fr:Salam (Mali)）
- トンブクトゥ（都市的コミューン）

## 政治
正義と団結のアフリカ・マリ政党民主主義同盟（fr:Alliance pour la démocratie au Mali-Parti africain pour la solidarité et la justice）に所属するアブーバクリン・シセ（Aboubacrine Cissé）が圏首長に選出される。